# Latia lateralis
Latia lateralis är en snäckart som först beskrevs av Gould 1852.  Latia lateralis ingår i släktet Latia och familjen Latiidae. Inga underarter finns listade i Catalogue of Life.